# Saint-Étienne-d'Albagnan
Pour les articles homonymes, voir Saint-Étienne (homonymie).
Saint-Étienne-d’Albagnan [sɛ̃.t‿e.tjɛ.nə d‿al.ba.ɲɑ̃] (en occitan Lo Mas de la Glèisa [lu 'mas de la 'ɣlɛj.zo̞]) est une commune française située dans l'ouest du département de l'Hérault, en région Occitanie.
Exposée à un climat méditerranéen, elle est drainée par le Jaur, le ruisseau de Bureau, le ruisseau de Bolbès, le ruisseau de l'Esparaso, le ruisseau de Rautely, le ruisseau de Saillens et par divers autres petits cours d'eau. Incluse dans le parc naturel régional du Haut-Languedoc, la commune possède un patrimoine naturel remarquable composé de trois zones naturelles d'intérêt écologique, faunistique et floristique.
Saint-Étienne-d'Albagnan est une commune rurale qui compte 301 habitants en 2022, après avoir connu un pic de population de 890 habitants en 1886.
Ses habitants sont appelés les Stéphanois ou aussi les Albagnanais.

## Géographie

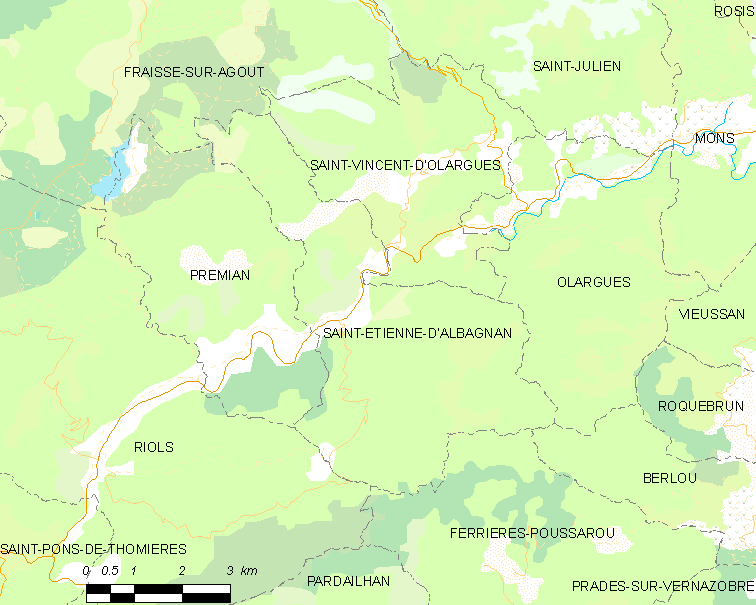
Carte

La commune est située dans la vallée du Jaur.

### Hameaux
- Bezis
- Bonnefont
- Cailho-le-bas
- Cailho-le-haut
- Calassourde
- Campels
- Canarie (la)
- Daousse (la)
- Fumade (la)
- Herbousse (l’)
- Horte (l’)
- Mas du Rieu (le)
- Moulin (le)
- Mouline (la)
- Sahuc (le)
- Saint-Étienne
- Salse (la)
- Vacarie (la)
- Valausse
- Cassagnoles

### Communes limitrophes
|         | Fraisse-sur-Agout        | Saint-Vincent-d'Olargues |
| Prémian | Saint-Étienne-d’Albagnan | Olargues                 |
| Riols   | Ferrières-Poussarou      | Berlou                   |

### Climat
Pour des articles plus généraux, voir Climat de l'Occitanie et Climat de l'Hérault.
En 2010, le climat de la commune est de type climat méditerranéen franc, selon une étude s'appuyant sur une série de données couvrant la période 1971-2000. En 2020, Météo-France publie une typologie des climats de la France métropolitaine dans laquelle la commune est exposée à un climat méditerranéen et est dans la région climatique  Provence, Languedoc-Roussillon, caractérisée par une pluviométrie faible en été, un très bon ensoleillement (2 600 h/an), un été chaud (21,5 °C), un air très sec en été, sec en toutes saisons, des vents forts (fréquence de 40 à 50 % de vents > 5 m/s) et peu de brouillards.
Pour la période 1971-2000, la température annuelle moyenne est de 13,7 °C, avec une amplitude thermique annuelle de 15,6 °C. Le cumul annuel moyen de précipitations est de 1 139 mm, avec 8,8 jours de précipitations en janvier et 3,5 jours en juillet. Pour la période 1991-2020, la température moyenne annuelle observée sur la station météorologique la plus proche, située sur la commune de Berlou à 9 km à vol d'oiseau, est de 15,4 °C et le cumul annuel moyen de précipitations est de 892,1 mm,. Pour l'avenir, les paramètres climatiques de la commune estimés pour 2050 selon différents scénarios d'émission de gaz à effet de serre sont consultables sur un site dédié publié par Météo-France en novembre 2022.

### Milieux naturels et biodiversité

#### Espaces protégés
La protection réglementaire est le mode d’intervention le plus fort pour préserver des espaces naturels remarquables et leur biodiversité associée,.
Un  espace protégé est présent sur la commune : 
le parc naturel régional du Haut-Languedoc, créé en 1973 et d'une superficie de 307 184 ha, qui s'étend sur 118 communes et deux départements. Implanté de part et d’autre de la ligne de partage des eaux entre Océan Atlantique et mer Méditerranée, ce territoire est un véritable balcon dominant les plaines viticoles du Languedoc et les étendues céréalières du Lauragais,.

#### Zones naturelles d'intérêt écologique, faunistique et floristique
L’inventaire des zones naturelles d'intérêt écologique, faunistique et floristique (ZNIEFF) a pour objectif de réaliser une couverture des zones les plus intéressantes sur le plan écologique, essentiellement dans la perspective d'améliorer la connaissance du patrimoine naturel national et de fournir aux différents décideurs un outil d’aide à la prise en compte de l'environnement dans l'aménagement du territoire.
Une ZNIEFF de type 1 est recensée sur la commune :
la « grotte de Julio » (58 ha), couvrant 2 communes du département et deux ZNIEFF de type 2, : 
- le « massif du Somail » (23 004 ha), couvrant 11 communes dont dix dans l'Hérault et une dans le Tarn[14] ;
- la « montagne noire centrale » (34 724 ha), couvrant 27 communes du département[15].

Carte des ZNIEFF de type 1 et 2 à Saint-Étienne-d'Albagnan.
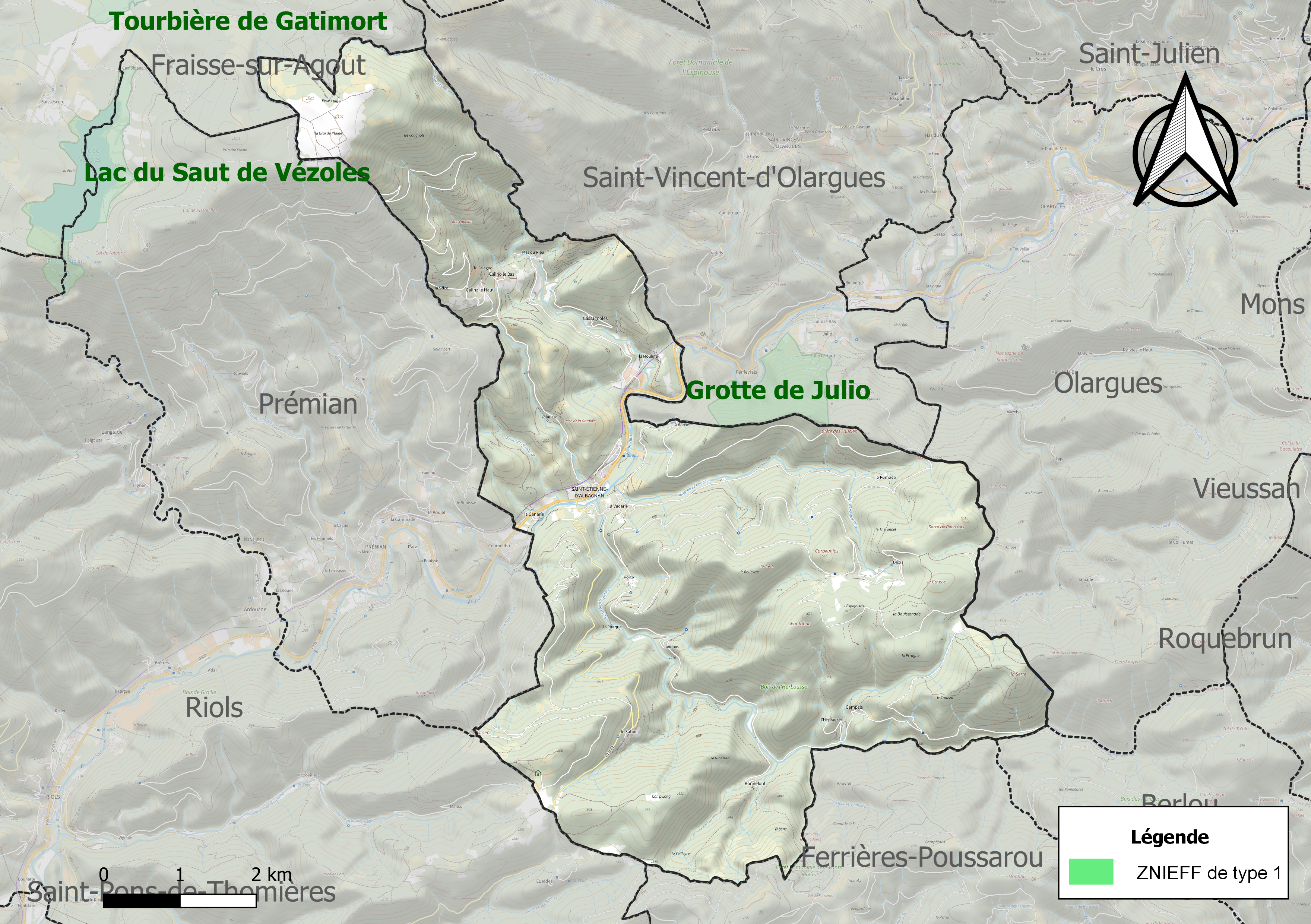
Carte de la ZNIEFF de type 1 sur la commune.
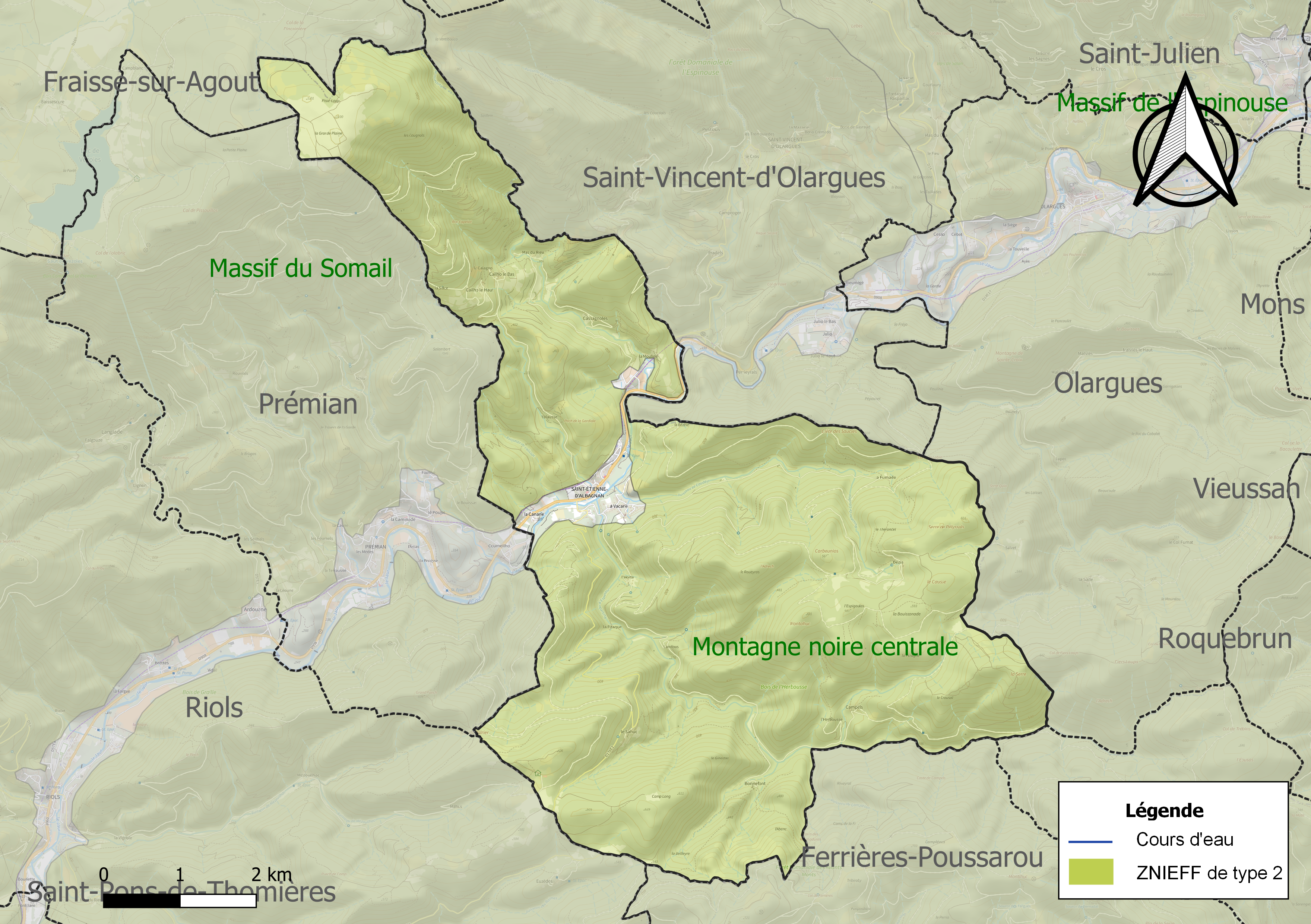
Carte des ZNIEFF de type 2 sur la commune.

## Urbanisme

### Typologie
Au 1er janvier 2024, Saint-Étienne-d'Albagnan est catégorisée commune rurale à habitat dispersé, selon la nouvelle grille communale de densité à sept niveaux définie par l'Insee en 2022.
Elle est située hors unité urbaine et hors attraction des villes,.

### Occupation des sols
L'occupation des sols de la commune, telle qu'elle ressort de la base de données européenne d’occupation biophysique des sols Corine Land Cover (CLC), est marquée par l'importance des forêts et milieux semi-naturels (92,9 % en 2018), une proportion sensiblement équivalente à celle de 1990 (93,1 %). La répartition détaillée en 2018 est la suivante : forêts (81,9 %), milieux à végétation arbustive et/ou herbacée (11 %), zones agricoles hétérogènes (5,4 %), zones urbanisées (1,2 %), prairies (0,4 %). L'évolution de l'occupation des sols de la commune et de ses infrastructures peut être observée sur les différentes représentations cartographiques du territoire : la carte de Cassini (XVIIIe siècle), la carte d'état-major (1820-1866) et les cartes ou photos aériennes de l'IGN pour la période actuelle (1950 à aujourd'hui).

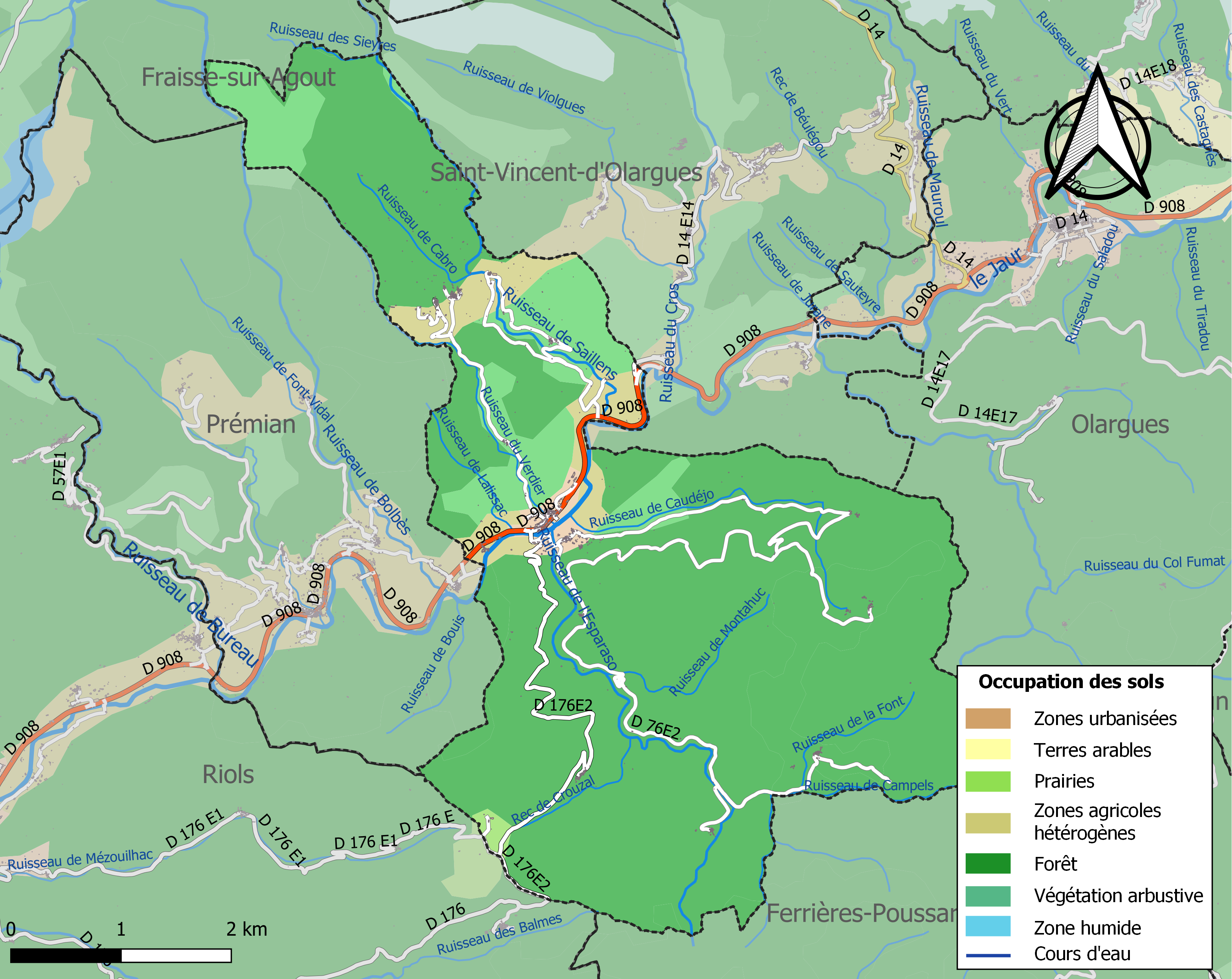
Carte des infrastructures et de l'occupation des sols de la commune en 2018 (CLC).

### Risques majeurs
Le territoire de la commune de Saint-Étienne-d'Albagnan est vulnérable à différents aléas naturels : météorologiques (tempête, orage, neige, grand froid, canicule ou sécheresse), inondations, feux de forêts et séisme (sismicité très faible). Il est également exposé à un risque technologique,  le transport de matières dangereuses, et à un risque particulier : le risque de radon. Un site publié par le BRGM permet d'évaluer simplement et rapidement les risques d'un bien localisé soit par son adresse soit par le numéro de sa parcelle.

#### Risques naturels
Certaines parties du territoire communal sont susceptibles d’être affectées par le risque d'inondation par débordement de cours d'eau, notamment le Jaur et le ruisseau de Bureau. La commune a été reconnue en état de catastrophe naturelle au titre des dommages causés par les inondations et coulées de boue survenues en 1982, 1987, 1995, 1996, 1997, 2014, 2017 et 2018,.
Saint-Étienne-d'Albagnan est exposée au risque de feu de forêt. Un plan départemental de protection des forêts contre les incendies (PDPFCI) a été approuvé en juin 2013 et court jusqu'en 2022, où il doit être renouvelé. Les mesures individuelles de prévention contre les incendies sont précisées par deux arrêtés préfectoraux et s’appliquent dans les zones exposées aux incendies de forêt et à moins de 200 mètres de celles-ci. L'arrêté du 25 avril 2002 réglemente l'emploi du feu en interdisant notamment d’apporter du feu, de fumer et de jeter des mégots de cigarette dans les espaces sensibles et sur les voies qui les traversent sous peine de sanctions. L'arrêté du 11 mars 2013 rend le débroussaillement obligatoire, incombant au propriétaire ou ayant droit,.

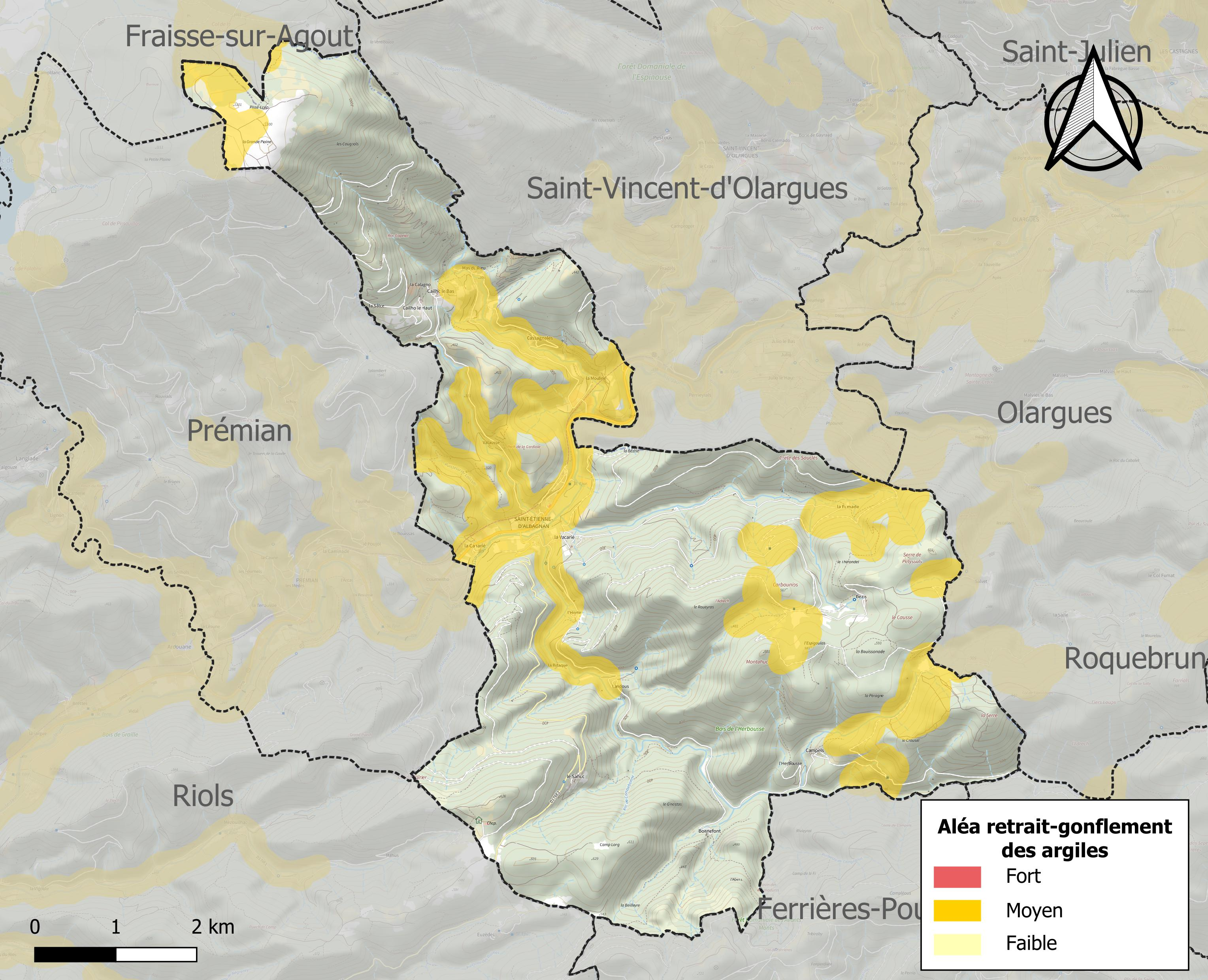
Carte des zones d'aléa retrait-gonflement des sols argileux de Saint-Étienne-d'Albagnan.

Le retrait-gonflement des sols argileux est susceptible d'engendrer des dommages importants aux bâtiments en cas d'alternance de périodes de sécheresse et de pluie. 23,4 % de la superficie communale est en aléa moyen ou fort (59,3 % au niveau départemental et 48,5 % au niveau national). Sur les 264 bâtiments dénombrés sur la commune en 2019, 163 sont en aléa moyen ou fort, soit 62 %, à comparer aux 85 % au niveau départemental et 54 % au niveau national. Une cartographie de l'exposition du territoire national au retrait gonflement des sols argileux est disponible sur le site du BRGM,.
Par ailleurs, afin de mieux appréhender le risque d'affaissement de terrain, l'inventaire national des cavités souterraines permet de localiser celles situées sur la commune.

#### Risques technologiques
Le risque de transport de matières dangereuses sur la commune est lié à sa traversée par des infrastructures routières ou ferroviaires importantes ou la présence d'une canalisation de transport d'hydrocarbures. Un accident se produisant sur de telles infrastructures est susceptible d'avoir des effets graves sur les biens, les personnes ou l'environnement, selon la nature du matériau transporté. Des dispositions d’urbanisme peuvent être préconisées en conséquence.

#### Risque particulier
Dans plusieurs parties du territoire national, le radon, accumulé dans certains logements ou autres locaux, peut constituer une source significative d’exposition de la population aux rayonnements ionisants. Certaines communes du département sont concernées par le risque radon à un niveau plus ou moins élevé. Selon la classification de 2018, la commune de Saint-Étienne-d'Albagnan est classée en zone 3, à savoir zone à potentiel radon significatif.

## Histoire

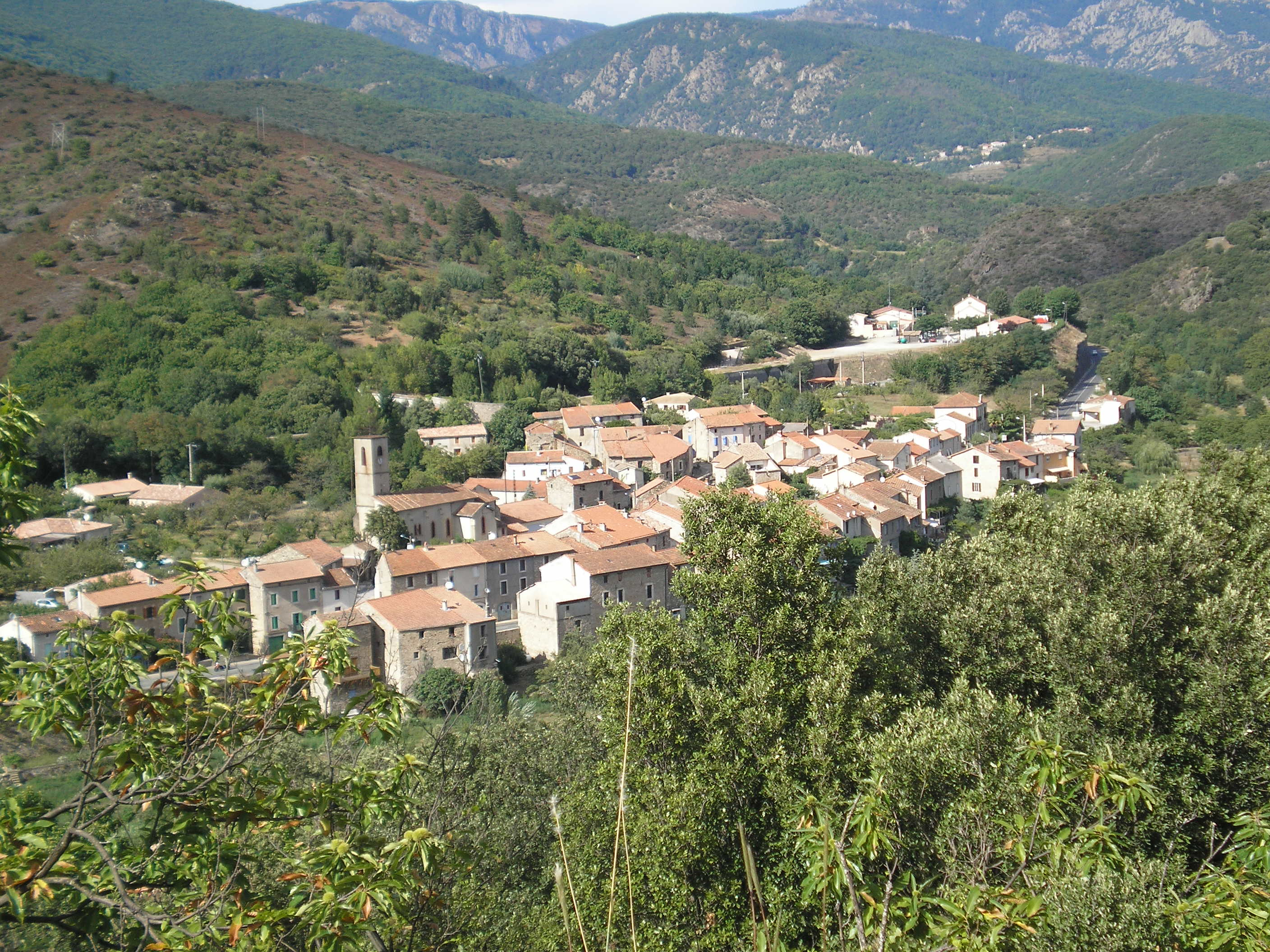
Saint-Étienne-d’Albagnan.

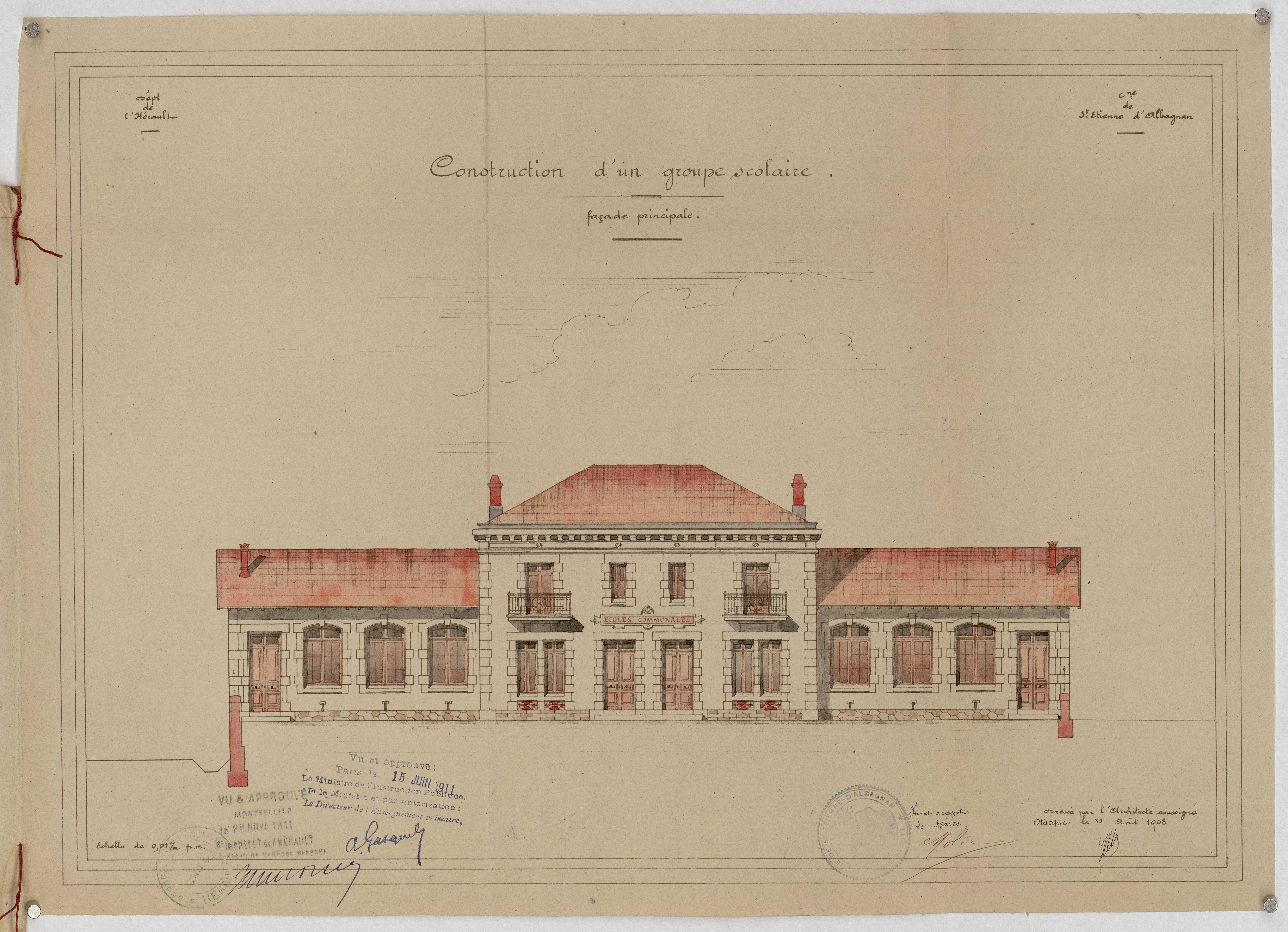
Projet de construction d'un groupe scolaire : élévation de la façade principale (1908).

Le village de Saint-Étienne était autrefois appelé en occitan Lo Mas de la Glèisa : « Le Mas de l’église ». Il était réuni à la paroisse de Prémian distante à peine de trois kilomètres. Il est devenu une commune à part entière après la Révolution française. Plusieurs édifices religieux existaient sur ce territoire, notamment un cloître aujourd’hui enfoui, une vieille église devenue presbytère, et l’église actuelle, d’où probablement l’appellation de « Mas de l’église ». De nos jours, les plus âgés nomment parfois encore le village mas de la glèisa en occitan.
Sous l'Ancien Régime, la communauté dépend de Prémian.
Au cours de la Révolution française, la commune porte provisoirement le nom de Terrebasse. Saint Etienne d'Albagnan est érigée en commune en l'an II. Notre Dame-des-trésors (ou de Trédos), autre annexe de Prémian est rattachée à la commune. Les hameaux de Cailho, Cassagnoles et Mas du Rieu, initialement rattachés à la commune de Saint-Vincent sont réunis à la commune de Saint-Étienne-d'Albagnan le 31 janvier 1874 (Bulletin des Lois, 1874, VIII-667).
Le village possède un pont de pierre construit après les inondations de 1870, sur la route qui mène à la petite chapelle de Notre-Dame-de-Tredos, située dans les collines des avant-monts à 700 mètres d’altitude. La chapelle qui date de l'an 936 abrite une vierge polychrome classée, c’est un lieu de pèlerinage.
La petite commune a payé un lourd tribut aux deux guerres mondiales, 23 personnes sont tombées au champ d’honneur entre 1914 et 1918 alors que la commune comptait une population avoisinant les 600 habitants. En 1945, un jeune caporal FFI tombait sous les balles de l’ennemi outre-Rhin, tandis que quelques jeunes Stéphanois participaient aux combats de la résistance dans les maquis du Haut-Languedoc.
En 1950, un corps de sapeurs pompiers communal a été créé. Le 26 novembre 1977, les pompiers de Saint-Étienne intervenaient sur un crash aérien dans le massif du Somail, un Nord Atlas transportant 35 musiciens de la marine venait de s’écraser non loin du hameau de la Sicarderie.
La ligne de chemin de fer Castres-Mazamet-Bédarieux ouverte dans son intégralité le 10 novembre 1889, a été fermée au service des voyageurs le 10 juillet 1972 et au service des marchandises en 1987. Déclassée en 1995 par l’État, elle est aujourd’hui remplacée par une piste verte destinée aux randonneurs et aux cyclistes.

## Héraldique
| Blason de Saint-Étienne-d’Albagnan | Les armes de Saint-Étienne-d’Albagnan se blasonnent ainsi : taillé, d'argent à une coquille de gueules et d'or à une palme de sinople posée en bande, au chef d'azur chargé d'un soleil non figuré d'or. |

## Politique et administration
| Période      | Période          | Identité                 | Étiquette | Qualité |
| ------------ | ---------------- | ------------------------ | --------- | ------- |
| 1800         | 1813             | Jacques Affre            |           |         |
| 1813         | 1831             | Bonaventure Saint-Martin |           |         |
| 1831         | 1851             | Joseph Guilhaumon        |           |         |
| 1851         | 1857             | Gabriel Barthes          |           |         |
| 1857         | 1874             | Joseph Guilhaumon        |           |         |
| 1874         | 1876             | Félicien Saint-Martin    |           |         |
| 1876         | 1878             | Bernard Auzias           |           |         |
| 1878         | 1888             | Baptiste Affre           |           |         |
| 1888         | 1892             | François Fouilhe         |           |         |
| 1892         | 1896             | Baptiste Affre           |           |         |
| 1896         | 1904             | Pierre Sahuc             |           |         |
| 1904         | 1919             | Emile Molière            |           |         |
| 1919         | 1920             | Casimir Jamme            |           |         |
| 1920         | 1945             | Alban Jougla             |           |         |
| 1945         | 1948             | Denis Castel             |           |         |
| 1948         | 1959             | Emile Jamme              |           |         |
| 1959         | 30 novembre 1980 | Jean Affre               |           |         |
| janvier 1981 | mars 2014        | Francis Affre            |           |         |
| mars 2014    | En cours         | Franck Lignon            |           |         |

## Démographie
L'évolution du nombre d'habitants est connue à travers les recensements de la population effectués dans la commune depuis 1793. Pour les communes de moins de 10 000 habitants, une enquête de recensement portant sur toute la population est réalisée tous les cinq ans, les populations de référence des années intermédiaires étant quant à elles estimées par interpolation ou extrapolation. Pour la commune, le premier recensement exhaustif entrant dans le cadre du nouveau dispositif a été réalisé en 2007.

En 2022, la commune comptait 301 habitants, en évolution de −3,83 % par rapport à 2016 (Hérault : +7,49 %, France hors Mayotte : +2,11 %).
| 1793 | 1800 | 1806 | 1821 | 1831 | 1836 | 1841 | 1846 | 1851 |
| ---- | ---- | ---- | ---- | ---- | ---- | ---- | ---- | ---- |
| 506  | 516  | 563  | 611  | 636  | 665  | 660  | 693  | 699  |

| 1856 | 1861 | 1866 | 1872 | 1876 | 1881 | 1886 | 1891 | 1896 |
| ---- | ---- | ---- | ---- | ---- | ---- | ---- | ---- | ---- |
| 700  | 656  | 635  | 636  | 853  | 841  | 890  | 760  | 767  |

| 1901 | 1906 | 1911 | 1921 | 1926 | 1931 | 1936 | 1946 | 1954 |
| ---- | ---- | ---- | ---- | ---- | ---- | ---- | ---- | ---- |
| 727  | 713  | 677  | 602  | 585  | 552  | 519  | 451  | 443  |

| 1962 | 1968 | 1975 | 1982 | 1990 | 1999 | 2006 | 2007 | 2012 |
| ---- | ---- | ---- | ---- | ---- | ---- | ---- | ---- | ---- |
| 364  | 319  | 256  | 218  | 253  | 271  | 292  | 295  | 323  |

| 2017 | 2022 | - | - | - | - | - | - | - |
| ---- | ---- | - | - | - | - | - | - | - |
| 306  | 301  | - | - | - | - | - | - | - |

## Économie

### Revenus
En 2018, la commune compte 154 ménages fiscaux, regroupant 301 personnes. La médiane du revenu disponible par unité de consommation est de 16 180 € (20 330 € dans le département).

### Emploi
|                | 2008   | 2013   | 2018   |
| -------------- | ------ | ------ | ------ |
| Commune        | 10,8 % | 8,7 %  | 14,3 % |
| Département    | 10,1 % | 11,9 % | 12 %   |
| France entière | 8,3 %  | 10 %   | 10 %   |

En 2018, la population âgée de 15 à 64 ans s'élève à 174 personnes, parmi lesquelles on compte 77,7 % d'actifs (63,4 % ayant un emploi et 14,3 % de chômeurs) et 22,3 % d'inactifs,. Depuis 2008, le taux de chômage communal (au sens du recensement) des 15-64 ans est supérieur à celui de la France et du département.
La commune est hors attraction des villes,. Elle compte 35 emplois en 2018, contre 37 en 2013 et 43 en 2008. Le nombre d'actifs ayant un emploi résidant dans la commune est de 112, soit un indicateur de concentration d'emploi de 31,4 % et un taux d'activité parmi les 15 ans ou plus de 50,4 %.
Sur ces 112 actifs de 15 ans ou plus ayant un emploi, 26 travaillent dans la commune, soit 23 % des habitants. Pour se rendre au travail, 89,3 % des habitants utilisent un véhicule personnel ou de fonction à quatre roues, 0,9 % les transports en commun, 4,3 % s'y rendent en deux-roues, à vélo ou à pied et 5,4 % n'ont pas besoin de transport (travail au domicile).

### Activités hors agriculture
28 établissements sont implantés  à Saint-Étienne-d'Albagnan au 31 décembre 2019.
Le secteur de la construction est prépondérant sur la commune puisqu'il représente 32,1 % du nombre total d'établissements de la commune (9 sur les 28 entreprises implantées  à Saint-Étienne-d'Albagnan), contre 14,1 % au niveau départemental.

### Agriculture
|               | 1988  | 2000  | 2010  | 2020 |
| ------------- | ----- | ----- | ----- | ---- |
| Exploitations | 20    | 17    | 11    | 4    |
| SAU (ha)      | 1 627 | 1 719 | 1 643 | 22   |

La commune est dans le « Soubergues », une petite région agricole occupant le nord-est du département de l'Hérault. En 2020, l'orientation technico-économique de l'agriculture  sur la commune est la culture de fruits ou d'autres cultures permanentes. Quatre exploitations agricoles ayant leur siège dans la commune sont dénombrées lors du recensement agricole de 2020 (20 en 1988). La superficie agricole utilisée est de 22 ha,,.

## Culture locale et patrimoine

### Lieux et monuments

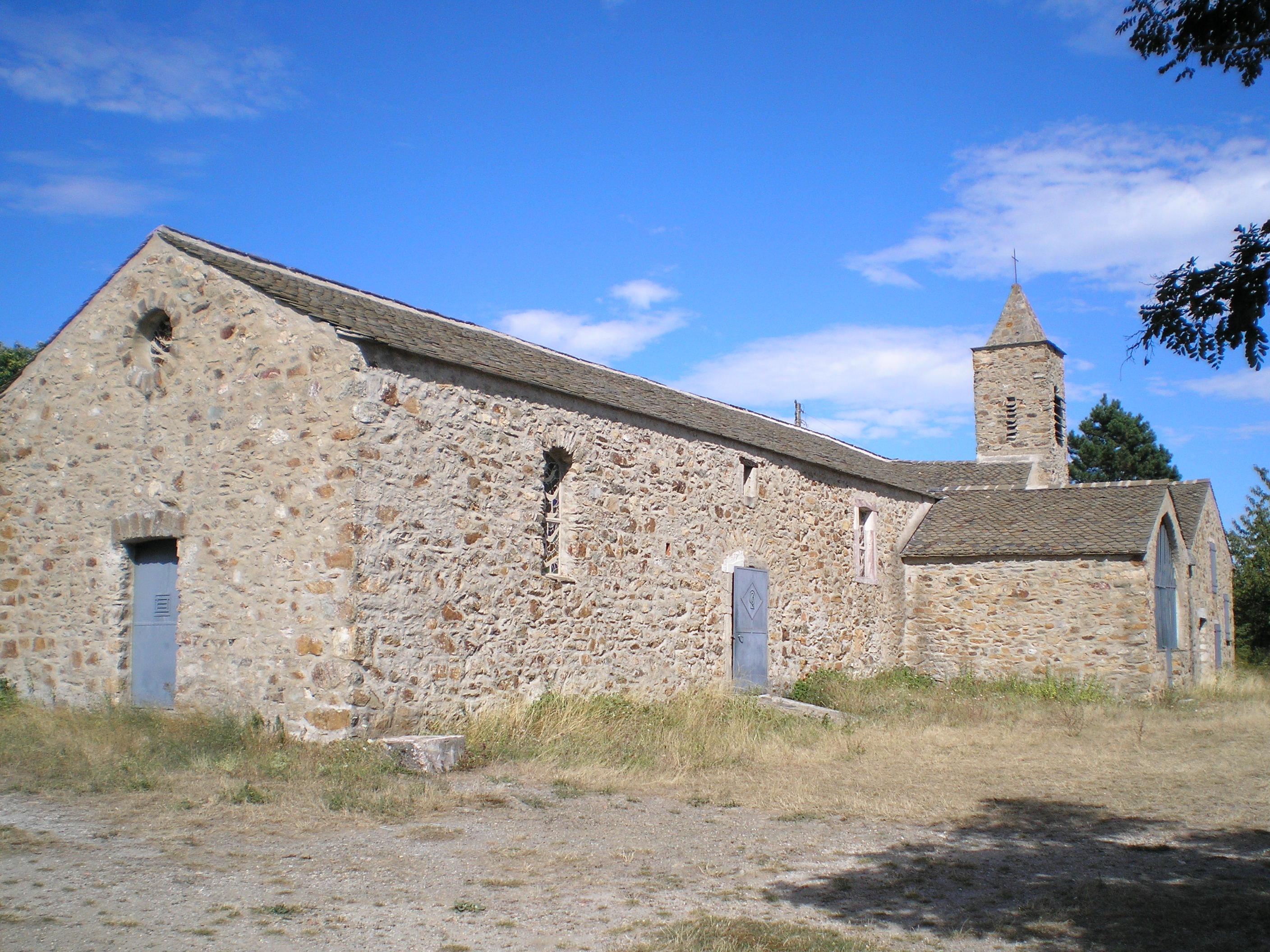
Chapelle de Notre-Dame de Trédos.

- Église de l'Invention-de-Saint-Étienne de Saint-Étienne-d'Albagnan.
- Chapelle Notre-Dame de Trédos de Saint-Étienne-d'Albagnan (XVIIe – XVIIIe siècles).

### Personnalités liées à la commune
- Louis Donnadieu, parlementaire, député du Tarn sous les septennats de Georges Pompidou et Valéry Giscard d'Estaing.
- Antoine Piazza, auteur des Ronces et de Mougaburu. Il a été instituteur du village dans les années 1980.

### Fonds d'archives
- Fonds : Archives communales de Saint-Étienne-d'Albagnan (1745-1835) [2 ml].  Cote : 250 EDT. Montpellier : Archives départementales de l'Hérault (présentation en ligne).